# Tetrix priscus
Tetrix priscus är en insektsart som först beskrevs av Bolívar, I. 1887.  Tetrix priscus ingår i släktet Tetrix och familjen torngräshoppor. Inga underarter finns listade i Catalogue of Life.